# Macrismo
El macrismo es un movimiento político argentino, surgido en el año 2003 que impulsa los postulados ideológicos de Mauricio Macri, a partir de sus experiencias de gobierno al frente de la Ciudad Autónoma de Buenos Aires en el período (2007 - 2015) y como presidente de la Nación Argentina en el período (2015 - 2019), organizado electoralmente en el partido Propuesta Republicana y en la alianza Juntos por el Cambio. Luego de las derrotas en las elecciones presidenciales de 2019 y sobre todo de 2023 en la que resultó vencedor el libertario anarcocapitalista Javier Milei, el macrismo adoptó una postura de acercamiento al gobierno de La Libertad Avanza no exenta de conflictos y luchas internas.
Filosóficamente, Macri ha expresado en varias ocasiones su admiración por el pensamiento liberal de Ayn Rand. En general el macrismo ha sido caracterizado como una corriente de derecha, centro derecha, o nueva derecha, pero el propio Macri ha expresa su rechazo a ser posicionado políticamente, diciendo que el "PRO no es de izquierda ni de derecha, es una forma de sentir el país". También ha sido caracterizado como movimiento personalista, populismo de derecha con facciones de extrema derecha y neopopulista, neoliberal, neoliberal en lo económico y conservador en lo social, conservador, y mesianismo político En algunas oportunidades ha sido identificado como una corriente de izquierda o centro izquierda, Jaime Durán Barba, quien fuera uno de los asesores más cercanos a Macri, lo definió como "nueva izquierda". Javier Milei lo definió como "socialismo amarillo".
El macrismo se opone particularmente al peronismo y el kirchnerismo, pero gran parte de la dirigencia macrista, incluido el propio Macri, proviene o valora positivamente al peronismo (no así al kirchnerismo, al cual el macrismo se opone categóricamente),
 y el propio Macri eligió como su candidato a vicepresidente en 2019, al peronista Miguel Ángel Pichetto, quien presidió el bloque kirchnerista en el Senado entre 2003 y 2015. Por otra parte libertarios como Milei y José Luis Espert, han definido al macrismo como "kirchnerismo de buenos modales".
El macrismo se centra en Propuesta Republicana, conocido como PRO, integrado principalmente por un grupo de empresarios (Mauricio Macri, Nicolás Caputo, Luis Caputo, Gustavo Arribas, Guillermo Dietrich, Luis Miguel Etchevehere, Gustavo Lopetegui, Miguel Braun, Andrés Ibarra, Juan José Aranguren, Néstor Grindetti, Francisco Cabrera), al que se sumaron dirigentes provenientes del llamado peronismo (Horacio Rodríguez Larreta, Cristian Ritondo, Diego Santilli, Patricia Bullrich y Emilio Monzó), y en menor medida del radicalismo (Hernán Lombardi, Jorge Vanossi) y el liberalismo conservador (Federico Pinedo).

## Elecciones presidenciales de 2015, 2019 y 2023
Llegó a la presidencia en 2015, mediante una alianza denominada Cambiemos, con la Unión Cívica Radical, la Coalición Cívica ARI, el Partido Conservador Popular, Unión por la Libertad y el Partido Fe. y grupos liberal-conservadores como la Unión del Centro Democrático y el Partido Demócrata.
En las elecciones presidenciales de 2019, la corriente se vio expresada por la candidatura presidencial del propio Macri, que resultó derrotado en su intento de reelección por el peronismo/kirchnerismo. Estos comicios se vieron atravesados por la incertidumbre generada después de la crisis económica iniciada en 2018  que comenzó en 2017 durante la presidencia de Mauricio Macri, y se profundizó a partir de ese año. La economía argentina cayó un 2,5% en 2018 agravada por una crisis cambiaria en 2018 que dio lugar a una fuerte devaluación del peso, una aceleración de la inflación que pasó del 25,5% en el promedio de 2017 al 34,3% en 2018 un aumento de la tasa de desempleo de un 6.3 en diciembre de 2015 a 7,2% en el cuarto trimestre de 2017 y a un 9,1% en 2018. En junio de 2018 el dólar se elevó hasta niveles récord en la historia. Sólo en 2018 se encareció más de 50 por ciento respecto al peso. El déficit fiscal superó para 2018 el 9 % del PBI, los intereses de la deuda del Tesoro se duplicaron en solo un año. Argentina registra en agosto la tasa de inflación, la más alta para un solo mes desde 1991. Junto a una inestabilidad dentro del Poder Ejecutivo, con la renuncia de altos funcionarios y los cambios frecuentes en las políticas económicas y la fuerte caída de reservas que alcanzaron resultados negativos. Durante su gestión el valor del peso argentino alcanzó su mínimo histórico, la devaluación de la moneda Argentina fue la mayor de todas en la historia del peso las tasas de interés fueron fijadas en 40% la tasa más alta del mundo. Así mismo el país se ubicaba con las tasas de interés más altas del globo seguido de lejos por Surinam (25%), Venezuela (21,7%) y Haití (20%). Junto a ellos se desarrolló una serie de protestas y cacerolazos, ante la creciente inseguridad y el avance del narcotráfico que tomo ciudades del país como Rosario, lo que resultaría en una derrota electoral para el macrismo.
En las elecciones presidenciales de 2023, la corriente se vio expresada por la candidatura presidencial de Patricia Bullrich, que resultó derrotada sin poder ingresar al balotaje, tanto Patricia Bullrich como  Maurico Macri hicieron público su apoyo al candidato a Javier Milei para la segunda vuelta en la que terminaría siendo vencedor.

## Programa político
Las características principales de la ideología macrista se pueden resumir en los siguientes puntos:
- Economía de libre mercado: la liberalización de la economía, siguiendo los lineamientos del Consenso de Washington,[29] supuso la flexibilización laboral,[30] la desregulación financiera y del mercado de capitales,[31] una fuerte devaluación en el tipo de cambio,[32][33] y el ajuste del estado[34] La crisis de 2018 y 2019 obligó al gobierno a dar marcha atrás con algunas medidas de corte conservador[35][36][37] y los controles cambiarios.[38] El Índice de Libertad Económica de la Argentina durante la gestión macrista, donde se evalúan un total de 180 naciones, fueron los siguientes: puesto 169, 156, 144 y 148 respectivamente desde el primer hasta el último año de mandato.  [39]50%.[40]
- Impulso a los tratados de libre comercio: el macrismo se ha mostrado partidario de los tratados de libre comercio,[41] realizando tratativas con la Unión Europea,[42] Estados Unidos[43] y México,[44] entre otros.
- Alineamiento con las potencias: internacionalmente, el macrismo fortaleció sus relaciones con Estados Unidos[45] y Europa. En América Latina, se alejó de los países gobernados por la izquierda y formó un nuevo eje con países gobernados por conservadores como Brasil, Chile, Colombia y Perú.[46]
- Anti-kirchnerismo: rechazo categórico al kirchnerismo.[47] Mauricio Macri suele calificar despectivamente como «orcos» a gente que adhiere al kirchnerismo, como así también a sus dirigentes y legisladores.[48][49][50][51][52][53][54][55]

Uno de los ejes del discurso macrista giró alrededor de la división de poderes, Esta posición durante la gestión de Macri fue confrontada por sectores opositores, que criticaron al macrismo por medidas como el nombramiento de jueces de la Corte Suprema por decreto, entre otros aspectos. El despido de periodistas en la agencia Télam por motivos políticos y en Radio Nacional luego de revisar las redes sociales de empleados.
- "Mano dura" también identificado  con el populismo penal[60][61] la política de seguridad, llevada adelante por Patricia Bullrich, significó medidas como: la autorización a la policía a disparar sin dar la voz de alto,[62] el aumento de la represión policial a la protesta social,[63] la aprobación de un protocolo antipiquetes,[64][65] y la propuesta de bajar la edad de imputabilidad.[65]
- Lucha contra el narcotráfico: aplicación de la política de guerra contra las drogas para atacar el problema de las sustancias psicoactivas.[66] Entre el 10 de diciembre de 2015 y diciembre de 2018, 64 mil personas fueron detenidas por las fuerzas de seguridad en relación con las drogas. Sin embargo, la mayoría de las detenciones fue por consumo personal y no terminaron en causas penales.[67]
- Lucha contra la pobreza: Macri anunció que su objetivo era lograr la "pobreza cero" durante su gestión.[68] Luego de resultar electo relativizó los plazos pero enfatizó que esta debía ser la principal vara con la que debía juzgarse a su gobierno. Sin embargo, al término del mandato macrista, la pobreza aumentó a un 40,8%, mostrando la ineficacia de sus políticas económicas para combatirla.[69]

## Ideología
Existen desacuerdos sobre la ideología política del macrismo, pero en general se lo ubica en la centroderecha del espectro político.
Macri admitió en 2021 que era “un liberal de la primera hora y que estamos comenzando a ver el fin del populismo en el país".
Es considerado por buena parte de la prensa nacional e internacional como un movimiento neoliberal. Entre ellos se encuentran decenas de intelectuales, académicos y economistas norteamericanos, europeos y asiáticos como Noam Chomsky, István Mészáros, Danny Glover; Roberto Fernández Retamar; Domenico Losurdo (Filósofo, Italia); Piedad Córdoba; Emir Sader; Miguel d'Escoto Brockmann, Fernando Buen Aba; Volker Hermsdorf; Alicia Jrapko (REDH EE. UU.); Ricardo Canese (Parlamentario Parlasur, Paraguay); José Steinsleger; Saúl Ibargoyen; Francisco José Lacayo; Liliana Duering, etc. El macrismo también ha sido descrito como populismo de derecha. Otras etiquetas aplicadas han sido las de nueva derecha o nueva derecha autoritaria.
Gloria Álvarez que lo considera libertario» en 2016Varios analistas internacionales lo han caracterizado como "conservador", neoiberal" y mesianismo político y el también economista Iván Carrino que considera que si bien el discurso de Macri es el de un liberal pragmático su gestión fue «socialdemócrata». Sus políticas de liberalización económica pero manteniendo el gasto social han llevado a que sea considerado un socioliberal por algunos periodistas.
Los políticos del PRO reconocen influencias liberales y desarrollistas en su ideario. Se ha mencionado en la prensa la influencia de los libros de Ayn Rand sobre la decisión de Macri de hacer política y sobre su visión económica. Humberto Schiavoni, armador del PRO desde sus inicios, afirma que Macri llegó a la política con ideas liberales pero que acepta las propuestas del sector desarrollista de su partido si lo convencen de que son apropiadas. El dirigente macrista Rogelio Frigerio, de formación desarrollista, sostuvo que Macri adhiere al desarrollismo desde siempre y que considera al gobierno desarrollista de Arturo Frondizi como el mejor de la historia argentina. El economista Miguel Bein coincide en calificar a Macri como un «desarrollista». Algunos periodistas observan la existencia dos sectores dentro del macrismo, uno ortodoxo y otro desarrollista.
En el aspecto social es descrito como un movimiento elitista, cercano a la plutocracia.

## Historia

### Presidencia de Mauricio Macri (2015-2019) Desde lado critico
El 17 de diciembre de 2015, a una semana de la asunción de Mauricio Macri como presidente, se liberó el tipo de cambio y se flexibilizó la adquisición de moneda extranjera a la población. Ese día, el peso experimentó una devaluación del 42 % en el mercado oficial, al pasar de 9,83 a 13,95 por dólar. Fue la mayor devaluación registrada del peso argentino desde 1991. Llevó adelante una política de austeridad que implicó principalmente la disminución de los subsidios a los servicios públicos y el transporte, que significó un aumento en las tarifas para los usuarios.Esta medida produjo un alza del 100 por ciento de los precios de los boletos de colectivos, Subte y en ferrocarriles metropolitanos, junto con un aumento entre el 1000%, y en algunos casos llegaban al 2000% del gas, y del 700 por ciento en agua. Dicha política de reducción de subsidios se vio neutralizada tras la devalúa dispuesta por el ministro Caputo incrementado los costes para el Estado de los subsidios en un 60 por ciento. y el establecimiento de una política monetaria basada en metas de inflación y luego en el control de agregados monetarios. Esta política no fue eficaz para sostener la cotización de la divisa estadounidense que pasó en los primeros tres meses de $9,8 (u 14,50 si se considera el mercado paralelo) en 2015 a más de $60 en 2019. la política monetaria del organismo conducido por Federico Sturzenegger llevó a un costo desde enero del 2016 al Estado más de 419 000 millones de pesos a las arcas públicas.28 Sumado al déficit cuasifiscal del inventario de deuda en Lebacs y Letes que aumentó a 900 000 millones de pesos, y meses después a 1,2 billones de pesos, es decir, unos 75 000 millones de dólares. Tampoco logró controlar la inflación, que promedió el 40% anual y acumuló un aproximado de 300% hacia finales de 2019. Mientras que la actividad económica acumuló una caída del 7,4% del PBI durante la gestión de Macri. Esto generó un aumento de la pobreza, la indigencia y el desempleo. Otra sus primeras medidas fue la eliminación de retenciones a las exportaciones de trigo, maíz, sorgo y carne, y una reducción a las retenciones de soja al 30 %. Sin embargo, tras la crisis cambiaria de 2018 y 2019 volvió a subir los impuestos, llegando a duplicarlos desde el 1,3 % del PBI que representaban en 2015 al 2,4 % en 2019. También impulsó el mayor blanqueo de capitales de la historia argentina por 100 millones de dólares.  En el área social llevó adelante la reforma previsional y tributaria de 2017, que redujo las jubilaciones al cambiar la forma de cálculo e impulsó la"reparación histórica" a los jubilados por la incorrecta liquidación de sus haberes.  Al asumir pagó la deuda con los fondos buitres. Realizó un fuerte endeudamiento del Estado en dólares que aumentó la deuda externa en 107.525 millones, de los cuales 106.779 millones volvieron a salir como fuga de capitales o pago de intereses. Recibió un préstamo stand by del Fondo Monetario Internacional por 57.000 millones de dólares, que constituye el mayor en la historia del organismo.  En seguridad, la primera medida tomada fue la declaración de la «emergencia nacional en seguridad», el 17 de diciembre de 2015. En febrero de 2016  se aprobó un «protocolo antipiquetes». Diversas organizaciones y personalidades denunciaron lo que consideran una criminalización de la protesta social.